# Esparteros
Els esparteros són uns pastissos fets de farina, sagí, sucre, oli, ous i canella amb forma enrotllada i allargada. Són típics de les Valls d'Alcoi, des d'on s'han expandit cap a la resta del País Valencià.
Se solen utilitzar per a desdejunar, moltes vegades sucats amb llet.